# Eugerda setifluxa
Eugerda setifluxa är en kräftdjursart som beskrevs av Robert Raymond Hessler 1970. Eugerda setifluxa ingår i släktet Eugerda och familjen Desmosomatidae. Inga underarter finns listade i Catalogue of Life.